# Genere fotografico
Un genere fotografico è una categoria convenzionale che permette di classificare le diverse opere fotografiche in base ad alcuni temi o caratteristiche ricorrenti.
Ogni genere fotografico ha le proprie peculiarità, al variare del genere variano anche le tecniche adottate dal fotografo che esegue la fotografia, contestualmente variano anche le attrezzature ed i materiali che il fotografo adotta e che meglio si adattano al genere. Gli stessi fotografi professionisti hanno la tendenza alla specializzazione in un singolo genere o sottogenere.

## Storia
La fotografia si è affermata nel tempo dapprima come procedimento di raffigurazione del paesaggio e dell'architettura, poi come strumento per ritrarre la nascente borghesia e il popolo. Col passare del tempo i fotografi hanno differenziato i propri interessi sviluppando una naturale tendenza alla specializzazione su particolari soggetti e tecniche. La diffusione sempre maggiore del mezzo fotografico portò ad uno sviluppo della sensibilità estetica e all'indagine artistica del nuovo strumento, consentendone l'accesso nelle mostre e nei musei. Ebbe inoltre un ruolo fondamentale nello sviluppo del giornalismo e nel reportage e il miglioramento della tecnologia ne contribuì l'estensione anche nella cattura di immagini dello spazio e del micromondo.
L'evoluzione delle tecniche e dei materiali, insieme alla continua sperimentazione dei fotografi professionisti, sono stati la base per la definizione dei vari generi fotografici.

## Classificazione generi
- Still life
- Street photography
- Astrofotografia
- Reportage
- Glamour
- Naturalistica
- Viaggio
- Documentaria
- Subacquea
- Paesaggistica
- Sportiva
- Macro
- Matrimonio
- Fashion
- Architettura
- Ritrattistica
- Fotografia di Guerra

### Sottogeneri
I principali generi fotografici a loro volta possono avere dei sottogeneri di specializzazione. Ad esempio al genere Still Life appartiene il sottogenere specializzato in fotografia di alimenti.